# Julius Yeshu Çiçek
Mor Julius Yeshu Çiçek (Aramees: ܡܪܝ ܝܘܠܝܘܤ ܝܫܘܥ ܔܝܔܟ) (Kafro Elayto, Tur Abdin, 25 maart 1942 - Düsseldorf, 29 oktober 2005) was de eerste aartsbisschop van de Syrisch-Orthodoxe Kerk van Antiochië in Midden-Europa.
Çiçek was de zoon van priester Barsaumo en kwam uit een familie met een lange priesterlijke traditie. Zowel zijn grootvader Yusuf als zijn overgrootvader Aho waren actief als geestelijken in Kafro Elayto en in de omliggende dorpen van de regio Tur Abdin.
Onder zijn leiding vanaf 1977 heeft hij ongeveer 51 kerken en drie kloosters in zijn aartsbisdom in Europa geopend. De aartsbisschop had veel liefde voor de Syrische literatuur. Zijn zetel was in het Mor Ephrem Klooster in het dorp Glane, in de Nederlandse gemeente Losser. Van daaruit heeft hij meer dan 120 boeken, onder andere in het Syrisch, gepubliceerd.
Op 30 september 1988 woonde Mgr. Çiçek de Nederlandse viering van het 1000-jarig bestaan van de Russisch-Orthodoxe Kerk (te Zwolle) bij in aanwezigheid van toen nog H.M. Koningin Beatrix.
Hij overleed op 63-jarige leeftijd in Düsseldorf tijdens zijn reis van Glane naar Zwitserland, waar hij een congres zou bijwonen.
Op 5 november 2005 werd hij na een uitvaartmis in de Mariakerk bijgezet in het mausoleum van het Mor Ephrem Klooster te Glane. Zoals gebruikelijk bij de Syrisch-Orthodoxe Kerk werd zijn lichaam rondgedragen door de menigte op een stoel met een bisschopsstaf en een kruis in zijn handen.
Çiçek is de enige persoon, op de Nederlandse koninklijke familie na, die mocht worden bijgezet in plaats van te worden begraven.
Na zijn dood werd het aartsbisdom verdeeld in de aartsbisdommen Nederland, België/Frankrijk/Luxemburg en Zwitserland/Oostenrijk.
Als hoofd van elk aartsbisdom waren in 2015 respectievelijk aangesteld:
- Polycarpus Augin Aydin voor Nederland;
- Severius Hazail Saume voor België/Frankrijk/Luxemburg;
- Dionysius Isa Gürbüz voor Zwitserland/Oostenrijk.